# لیزا بانتا
لیزا بانتا (انگلیسی: Lisa Banta؛ زادهٔ ۲۹ مه ۱۹۷۹) ورزشکار ورزش دو و میدانی و از برندگان مدال طلا پارالمپیک اهل ایالات متحده آمریکا است.

## جوایز
وی در مسابقات کشوری و بین‌المللی در مجموع برندهٔ ۲ مدال طلا، ۵ مدال نقره، ۱ مدال برنز شده است.